# Hyperolius burgessi
Hyperolius burgessi es una especie de anfibio anuro de la familia Hyperoliidae.

## Distribución geográfica
Esta especie es endémica de Tanzania. Se encuentra en las montañas del este de Usambara, las montañas Nguru y las montañas Uluguru1. Habita entre los 900 y 1000 m sobre el nivel del mar. Es una especie arbórea que vive en la selva tropical de pre-montaña.

## Etimología
Esta especie lleva el nombre en honor del profesor Neil Burgess.

## Publicación original
- Loader, Lawson, Portik & Menegon, 2015: Three new species of spiny throated reed frogs (Anura: Hyperoliidae) from evergreen forests of Tanzania. BMC Research Notes, vol. 8, n.º 167, p. 1–16[4]